# Triplophyllum
Triplophyllum, rod papratnjča smješten u porodicu Tectariaceae, dio je reda osladolike. Pripada mu 27 vrsta rasprostranjenih po tropskoj Južnoj Americi, Karibima, Africi i Madagaskaru
Prvi put je opisan u Kew Bull. 41: 239 (1986)

## Vrste
1. Triplophyllum angustifolium Holttum
2. Triplophyllum attenuatum (Pic.Serm.) Pic.Serm.
3. Triplophyllum batesii Holttum
4. Triplophyllum boliviense J.Prado & R.C.Moran
5. Triplophyllum buchholzii (Kuhn) Holttum
6. Triplophyllum chocoense J.Prado & R.C.Moran
7. Triplophyllum crassifolium Holttum
8. Triplophyllum dicksonioides (Fée) Holttum
9. Triplophyllum dimidiatum (Mett.) Holttum
10. Triplophyllum fraternum (Mett.) Holttum
11. Triplophyllum funestum (Kunze) Holttum
12. Triplophyllum gabonense Holttum
13. Triplophyllum glabrum J.Prado & R.C.Moran
14. Triplophyllum heudelotii Pic.Serm.
15. Triplophyllum hirsutum (Holttum) J.Prado & R.C.Moran
16. Triplophyllum jenseniae (C.Chr.) Holttum
17. Triplophyllum pentagonum (Bonap.) Holttum
18. Triplophyllum perpilosum (Holttum) J.Prado & R.C.Moran
19. Triplophyllum pilosissimum (J.Sm. ex T.Moore) Holttum
20. Triplophyllum principis Holttum
21. Triplophyllum protensum (Afzel. ex Sw.) Holttum
22. Triplophyllum securidiforme (Hook.) Holttum
23. Triplophyllum speciosum (Mett.) Holttum
24. Triplophyllum subquinquefidum (P.Beauv.) Pic.Serm.
25. Triplophyllum troupinii (Pic.Serm.) Holttum
26. Triplophyllum varians (T.Moore) Holttum
27. Triplophyllum vogelii (Hook.) Holttum

## Sinonimi
Nema.